# Риф (музика)
Риф (англ. Riff) — на відміну від соло коротка, багаторазово повторювана, мелодійна фраза, остинато якої використовують як засіб нагнітання динаміки чи ритмічна форма супроводу імпровізуючого соліста. Попри найчастіше застосування в рок-музиці, важкому металі, латинос, фанку та джазі, класична музика також іноді базується на простому рифі, як-то «Болеро» Моріса Равеля.
Техніка рифів широко розповсюджена в біг-бенді, де можуть виконуватися одночасно декілька різних рифів. Іноді серія рифів проводиться в послідовному чергуванні або у вигляді респонсорного переклику між групами інструментів оркестру.
Термін увійшов до жаргону в 1920-х і його вживають переважно в обговоренні форм рок-музики або джазу. Достеменне походження словотворення невідоме. Деякі джерела стверджують, що слово «riff» є скороченням від фрази «Rhythmic figure» (ритмічна фігура), проте більшість музикантів вважають, що назва походить від аналогічного терміна в комедії, де ним позначають коротке влучне зауваження по суті справи.

## Музичні приклади
- In-A-Gadda-Da-Vidaⓘ (Iron Butterfly[en])

- Iron Manⓘ(Black Sabbath)
- Фортепіанна вставка в "Take Five"ⓘ(Paul Desmond)
- «Smoke on the Water» (Deep Purple)

- «You Really Got Me» (The Kinks)